# Lẵng hoa tình yêu
Lẵng hoa tình yêu là một bộ phim truyền hình hài kịch tình huống được thực hiện bởi Hãng phim Truyền hình Thành phố Hồ Chí Minh, Đài Truyền hình Thành phố Hồ Chí Minh hợp tác với FNC, Hàn Quốc do Vĩnh Hương làm đạo diễn. Phim phát sóng vào lúc 17h45 thứ 4, 5, 6 hàng tuần bắt đầu từ ngày 2 tháng 2 năm 2005 và kết thúc vào ngày 25 tháng 3 năm 2005 trên kênh HTV9.

## Cốt truyện
Lẵng hoa tình yêu nói về câu chuyện của một gia đình có ba thế hệ cùng chung sống: thế hệ thứ nhất - bà Tư, thế hệ thứ hai - Hoàng, Oanh, Hải, Thảo và thế hệ thứ ba - con cháu. Vì là những người sống hồn hậu, có tính hài hước, vui buồn rõ ràng và cũng hơi "bốc đồng", họ yêu ghét đều lắm lúc vội vã, điều đã tạo ra nhiều tình huống hài hước cho phim...

## Diễn viên
- NSND Ngọc Giàu trong vai Bà Tư[1]
- NSƯT Thanh Hoàng trong vai Hoàng[5]
- NSND Kim Xuân trong vai Oanh
- NSƯT Ngọc Trinh trong vai Thảo
- Hoàng Sơn trong vai Hải
- Chi Bảo trong vai Bình[5][6]
- Cao Minh Đạt trong vai Thắng
- Thanh Thúy trong vai Đào
- Tấn Thi trong vai Khiêm
- Quỳnh Phượng trong vai Linh
- Hoàng Nga trong vai Mai
- NSƯT Hạnh Thúy trong vai Hiền
- Ngọc Lan trong vai Loan
- Hoàng Hải trong vai Sơn
- NSƯT Công Ninh trong vai Hùng
- Huỳnh Anh Tuấn trong vai Anh chàng Việt kiều

NSƯT Hồ Kiểng, NSƯT Phi Điểu, nghệ sĩ Ánh Hoa, cùng một số diễn viên khác...

## Sản xuất
Với những cái đầu tiên như: Phim hợp tác đầu tiên với Hàn Quốc của Hãng phim truyện Thành phố Hồ Chí Minh; Phim sitcom đầu tiên tại Việt Nam. Lẵng hoa tình yêu đã được coi là dự án được kì vọng nhất vào thời điểm đó.
Kịch bản phim được phía Hàn Quốc gửi từ năm 2001 do tác giả Shin Dong-ik viết, sau đó được nhà biên kịch Hồ Diệu Hương chỉnh sửa lại cho phù hợp với văn hóa và truyền thống Việt Nam. Phim sau đó đã bắt đầu khởi quay từ ngày 6 tháng 9 năm 2004 tại một phim trường nhỏ được dựng ở Củ Chi, do họa sĩ, nghệ sĩ ưu tú Lê Trường Tiếu thiết kế và dàn dựng. Tổng cộng phim có 20 bối cảnh, trong đó 11 bối cảnh chính. Hầu hết các cảnh quay được thực hiện trong phim trường, thu trực tiếp qua ba máy, thu thanh đồng bộ và diễn viên diễn liên tục trong suốt quá trình quay.

## Nhạc phim
- Chiếc lá đầu tiên
- Quá khứ không đắng cay (Tuấn Khanh)